# Либеральная партия (Судан)
Либера́льная па́ртия (араб. الحزب  الليبرالي‎, англ. Liberal Party) — левоцентристская политическая партия в Судане. Образована в 2008 году. Выступает с позиций социал-либерализма. Находится в оппозиции режиму Омара аль-Башира. Лидером партии является Ибрагим Нейджб.

## История
Партия была образована в 4 сентября 2008 года путем слияния различных либеральных и демократических организаций, среди которых:
- Суданская либеральная партия
- Суданское демократическое движение
- Движение новых демократических сил
- Объединённое руководство
- Суданская демократическая партия

Первоначально образована как Объединённая либерально-демократическая партия, после первого съезда в 2010 году была переименована в Либерально-демократическую партию, с 1 августа 2016 года носит нынешнее название.
На первом съезде партии, проходившем с 17 по 18 сентября 2010 года, Nour Tawir Kafi Abu Ras был избран Председателем партии и Президентом Исполнительного комитета. В июле 2011 года Нур Tawir покинул руководство партии, новым лидером партии был избран Mayada Swar Aldahab. Летом в 2014 года возник острый внутрипартийный конфликт между председателем партии и членами Политсовета. 9 января 2016 года Исполком избрал Ибрагима Нейджба исполняющим обязанности Председателя партии.

## Идеология
Партия придерживается идеологии социального либерализма, являясь первой и на данный момент единственной политической партией в стране открыто выступающей за переход к социально-рыночной экономике. Её предшественница — Суданская либеральная партия, — выступала с одной из самых амбициозных экономических программ в стране, предусматривавшей создание социального рынка в приграничных районах Дарфура и Восточного Судана, а также масштабный проект по восстановлению разрушенных войной регионов на основе принципов социально-рыночной экономики.
Либеральная партия является одной из наиболее политически активных сил, противостоящих политике президента Омара аль-Башира. Партия имеет региональные отделения подразделения в десяти суданских штатах (из 16).